# Harold Etherington
Harold Etherington (* 7. Januar 1900 in London; † 2. August 1994) war ein britisch-amerikanischer Pionier der Kerntechnik, insbesondere der Druckwasserreaktoren und des nuklearen U-Boot-Antriebs.

## Biographie
Harold absolvierte sein Studium am Imperial College in London und wurde 1921 als „first class“ Associate der Royal School of Mines (ARSM) ausgezeichnet. Im gleichen Jahr wurde er als B.Sc. mit Ehrung „honors, first class“ von der University of London graduiert.
Ab 1926 arbeitete er in verschiedenen Positionen in der Industrie, bis er 1939 auf dem Schiff Athenia, das von einem deutschen U-Boot angegriffen und versenkt wurde, in die USA auswanderte. Er und seine Familie überlebten.
Seine Karriere in der Nuklearindustrie begann 1946 am Oak Ridge National Laboratory (ORNL) in diversen Rollen. Ab 1948 war er Direktor in der Naval Reactors Division des Argonne National Laboratory (ANL) an der Entwicklung von nuklearen Schiffsantrieben beteiligt. Er war mit dem Reaktorexperte Alvin Weinberg in der Gruppe unter Leitung durch Admiral Hyman Rickover.
Dort leistete Harold wichtige Beiträge zum Bau von Kernreaktoren, die direkt in das erste Atom-U-Boot der U.S. Navy, die Nautilus, einflossen. Ab 1953 arbeitete er bei ACF Industries. Später arbeitete er in der Nuklearabteilung von Allis Chalmers, wo er an der Konstruktion und dem Bau des Elk River Reaktors beteiligt war.
Bis 1963 arbeitete Harold für Allis Chalmers. Nach seiner Pensionierung war er noch bis etwa 1990 als Berater tätig. Er war Teil des Advisory Committee on Reactor Safeguards (ACRS), jenem Gremium, das die Genehmigungen (Zulassungen) für den Bau eines Kernkraftwerks öffentlich bearbeitet (bewilligt oder ablehnt), noch bevor ein Antrag bei der Atomic Energy Commission oder einer ihrer Nachfolgeorganisationen, der Nuclear Regulatory Commission (NRC), eingereicht wird.
Harold erhielt zahlreiche Auszeichnungen und war seit 1978 ein Mitglied der National Academy of Engineering (NAE).
Harold verstarb 1994. Seine Frau Elesa (geb. 1903 in Cumberland, England) verstarb mit ihm.

## Werke
Er gilt als Herausgeber (Editor) eines früheren Standardwerks zur Kerntechnik, dem 1957 erschienen Nuclear Engineering Handbook im McGraw-Hill Verlag. Das Buch umfasst über 1.500 Seiten mit Beiträgen renommierter Experten seiner Zeit.

## Publikationen
- Harold Etherington (Hrsg.): Nuclear Engineering Handbook. McGraw-Hill Book Company, 1958 (archive.org).